# Phan Thị Thanh Nhàn
Phan Thị Thanh Nhàn (sinh 9 tháng 8 năm 1943) là một nhà thơ người Việt Nam. Phan Thị Thanh Nhàn giữ chức Phó Chủ tịch thường trực Hội Nhà văn Thành phố Hà Nội; Phó Chủ tịch thường trực Hội Liên hiệp Văn học và Nghệ thuật Thành phố Hà Nội. Bà đồng thời cũng là thành viên đã có nhiều năm công tác trong Ban Chung khảo Hội đồng Giám khảo Quốc gia cuộc thi Viết thư quốc tế UPU tại Việt Nam, do Phó Chủ tịch Hội Nhà văn Việt Nam làm Trưởng Ban, có trách nhiệm bầu chọn bài dự thi tham dự cuộc thi cấp Quốc tế do Liên minh Bưu chính Thế giới tổ chức thường niên.

## Tiểu sử
Phan Thị Thanh Nhàn sinh 9/8/1943 tại phường Tứ Liên, quận Tây Hồ, Hà Nội. Bà làm thơ từ sớm, đầu thập niên 1960 đã có thơ đăng báo. Năm 1969, bài thơ Hương thầm của bà đoạt giải nhì cuộc thi thơ của báo Văn nghệ. Bà là hội viên Hội Nhà văn Việt Nam, Ủy viên Ban chấp hành Hội trong giai đoạn 2001-2005. Ngoài làm thơ, bà còn viết báo, truyện ngắn, truyện cho thiếu nhi. Phan Thị Thanh Nhàn kết hôn với nhà thơ Thi Nhị, đã mất năm 1979. Hiện nay, bà đang sống cùng con gái duy nhất tại Hà Nội.
Phan Thị Thanh Nhàn được tặng Giải thưởng Nhà nước về văn học nghệ thuật năm 2007.
- Tháng giêng hai (thơ, 1969) in chung
- Hương thầm (thơ, 1973)
- Chân dung người chiến thắng (thơ, 1977)
- Xóm đê ngày ấy (truyện thiếu nhi, 1977)
- Hoa mặt trời (1978)
- Ánh sáng của anh (1978)
- Tuổi trăng rằm (truyện thiếu nhi, 1982)
- Bông hoa không tặng (thơ, 1987)
- Nghiêng về anh (thơ, 1992)
- Bỏ trốn (truyện thiếu nhi, 1995)
- Bài thơ cuộc đời (thơ, 1999)
- Thơ với tuổi thơ (thơ, 2002)
- Con muốn mặc áo đỏ đi chơi (thơ, 2016).
- Làm anh (thơ, 2022)
- Một chục quả hồng

## Thành tựu nghệ thuật
Phan Thị Thanh Nhàn viết nhiều thơ tình, theo năm tháng, những bài thơ tình của bà từ nhẹ nhàng, tươi tắn chuyển sang giàu trải nghiệm, trăn trở nhưng độ lượng hơn. Nhưng dù thế nào, những bài thơ của bà vẫn rất chân thành, gần gũi và vì thế chiếm được chỗ trong lòng người đọc. Bài thơ Hương thầm của bà đã được nhạc sĩ Vũ Hoàng phổ nhạc năm 1984 và cũng trở nên nổi tiếng, cái Hương thầm ấy vẫn sẽ còn lan toả:
Cửa sổ hai nhà cuối phố
Chẳng hiểu vì sao không khép bao giờ
Đôi bạn ngày xưa học chung một lớp
Cây bưởi sau nhà ngan ngát hương đưa
Giấu một chùm hoa trong chiếc khăn tay
Cô gái ngập ngừng sang nhà hàng xóm...

## Một số bài thơ tiêu biểu
- Hương thầm
- Con đường
- Không đề
- Trời và đất
- Làm anh
- Bảo Lộc

## Các cuộc thi tham gia với cương vị Giám khảo

### Cuộc thiViết thư Quốc tế UPU(Việt Nam)
Từ năm 2000 đến nay, Phan Thị Thanh Nhàn đã tham gia làm giám khảo nhiều cuộc thi, mà nổi bật nhất là cuộc thi Viết thư Quốc tế UPU dành cho Thiếu nhi (do Việt Nam tổ chức). Bà là một trong 10 Giám khảo Chung kết có công lao lớn nhất trong việc chọn lựa những tác phẩm văn học có chất lượng nhất, đại diện Việt Nam dự thi Quốc tế và đoạt nhiều giải thưởng danh giá. Qua hơn 15 năm liên tục tham gia cuộc thi với cương vị là Giám khảo, Phan Thị Thanh Nhàn cùng một số nhà văn nổi tiếng khác như Tạ Duy Anh, Lê Phương Liên, Phong Điệp, v.v... đã góp phần không nhỏ trong việc giúp học sinh Việt Nam thể hiện tài năng, bản lĩnh của mình trên trường Quốc tế với 11 giải Quốc tế do UPU và UNESCO trao tặng (trong hơn 25 năm Việt Nam tham gia). Hiện tại, bà vẫn tiếp tục nhận lời mời trở thành Giám khảo Quốc gia cuộc thi lần thứ 51 - 2021.

## Gia đình
Bà có hai người em trai. Người thứ nhất là liệt sĩ Phan Hữu Khải (1953-1972), nhân vật nam chính trong bài thơ "Hương thầm" của bà. Người thứ hai là Phan Hữu Tuấn (1955-), Trung tướng Công an nhân dân Việt Nam, nguyên Phó Tổng cục trưởng Tổng cục Tình báo, Bộ Công an Việt Nam. Ngày 31/7/2018, TAND TP Hà Nội tuyên phạt Phan Hữu Tuấn 7 năm tù về tội nêu về tội "Cố ý làm lộ bí mật Nhà nước". Chiều 30/1/2019, TAND Hà Nội xử phạt Phan Hữu Tuấn thêm 5 năm tù về tội Lợi dụng chức vụ, quyền hạn trong khi thi hành công vụ. Bị cáo này tổng lĩnh 12 năm tù.